# Onthophagus mendicus
Onthophagus mendicus là một loài bọ cánh cứng trong họ Bọ hung (Scarabaeidae).